# Municipio de San Andrés Sajcabajá
Municipio de San Andrés Sajcabajá är en kommun i Guatemala.   Den ligger i departementet Departamento del Quiché, i den centrala delen av landet, 80 km nordväst om huvudstaden Guatemala City.